# 라르센 빙붕

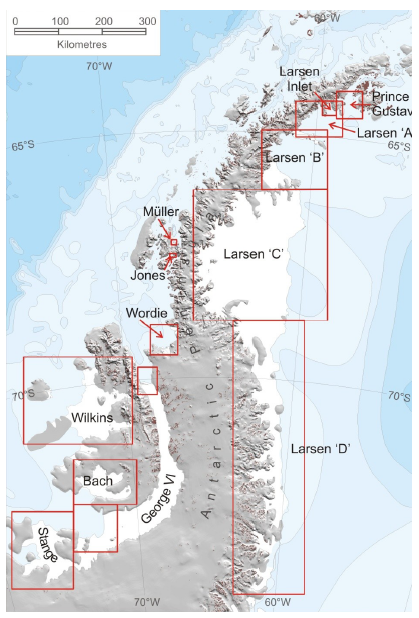
라르센 빙붕 A, B, C, D의 위치를 표시한 지도

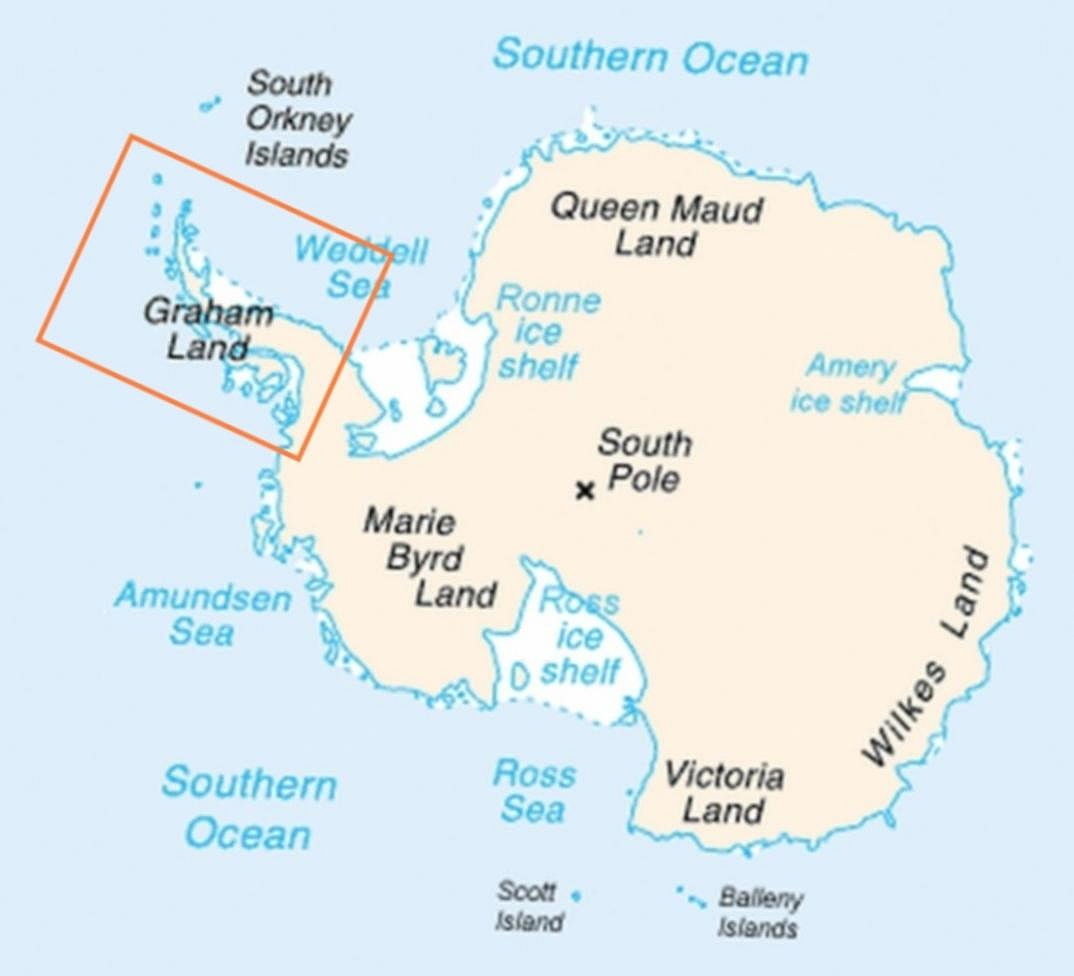
남극의 남극 반도 위치

라르센 빙붕(Larsen Ice Shelf)은 웨들해 북서쪽 남극반도 동해안의 캐이프 로깅부터 스미스 반도까지 쭉 이어져 있는 빙붕이다. 2005년 기준 면적이 약 78500 km2이며 바다 위를 덮고 있다. 이 빙붕은 노르웨이 포경선 요손의 선장인 카를 안톤 라르센이 1983년 12월 남위 68도 10분 지역까지 해빙을 따라 항해하던 도중 발견했다. 자세히 봤을 때 라르센 빙붕은 남극 반도 해안의 만 지역을 덮고 있는 빙붕들의 모임이다. 북쪽에서부터 남쪽을 따라 각각의 빙붕을 라르센 A 빙붕(가장 작음), 라르센 B 빙붕, 라르센 C 빙붕(가장 큼)으로 지어 부른다. 그보다 더 남쪽에는 라르센 D 빙붕과 매우 작은 라르센 E, F, G 빙붕까지 이름이 붙여져 있다.
1990년 중반부터 이 빙붕이 급속히 녹아내려 파괴되고 있다는 것이 알려졌으며, 2002년부터는 라르센 B 빙붕이 급속도로 붕괴되었다. 2017년 7월에는 라르센 C 빙붕의 일부가 큰 조각으로 떨어져 나가 빙산이 되버린 것이 확인되었다.

## 갤러리

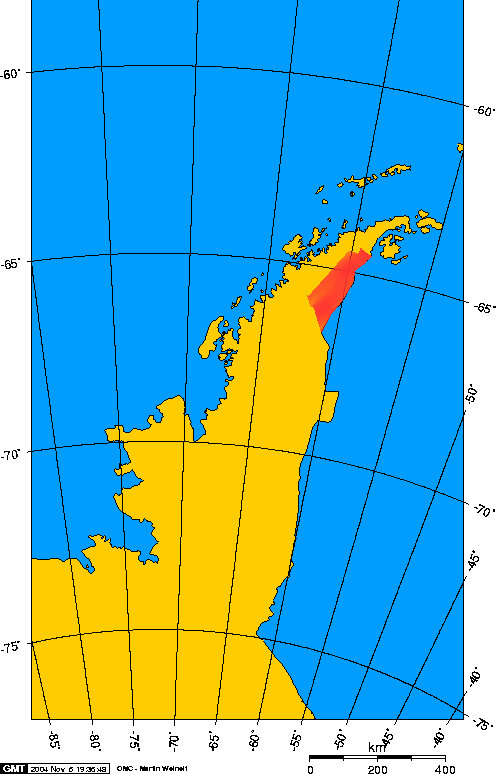
라르센 A, 라르센 B 빙붕이 빨강으로 칠해져 있다.
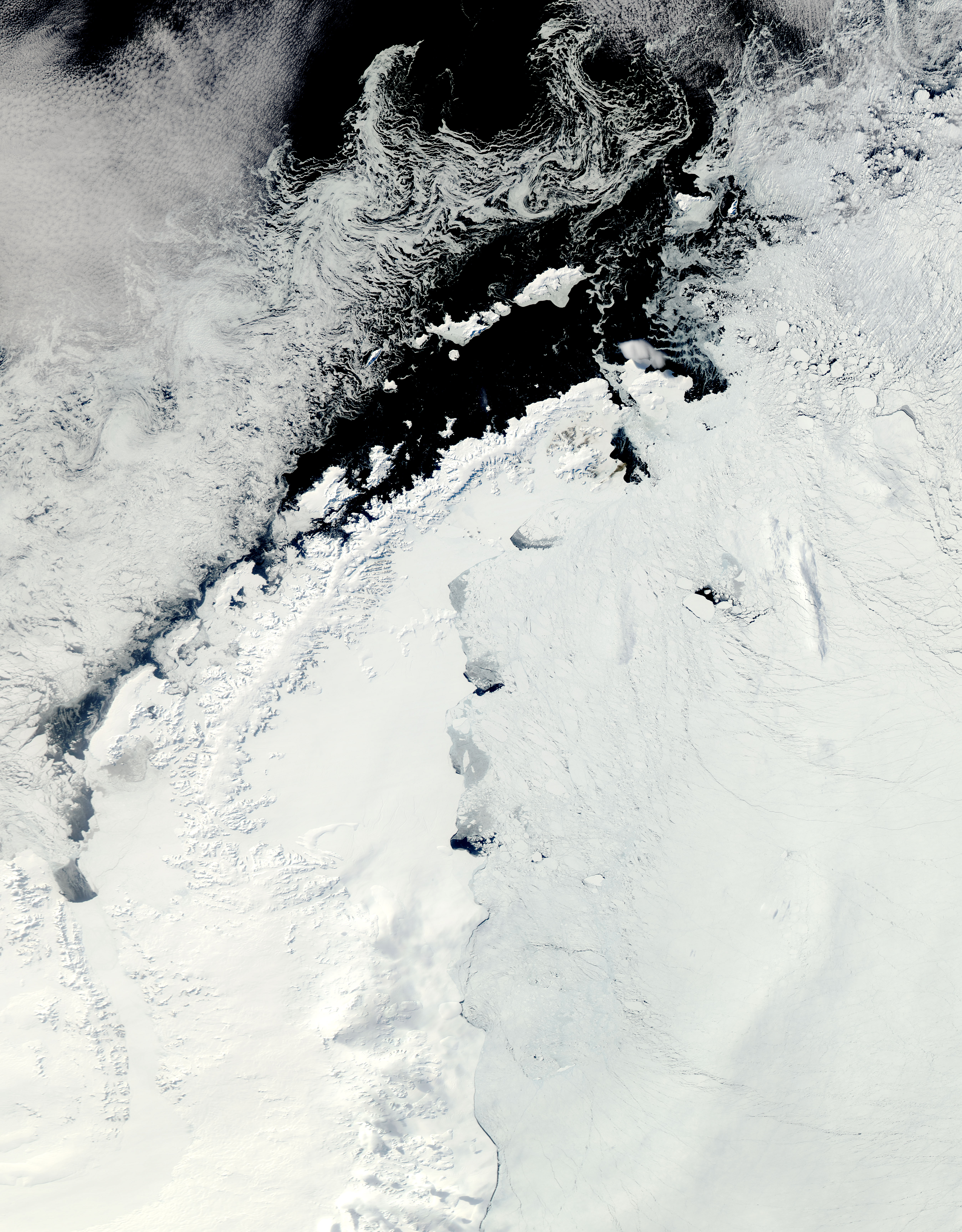
남극 반도, 라르센 빙붕과 근방 바다를 덮은 해빙을 촬영한 위성사진
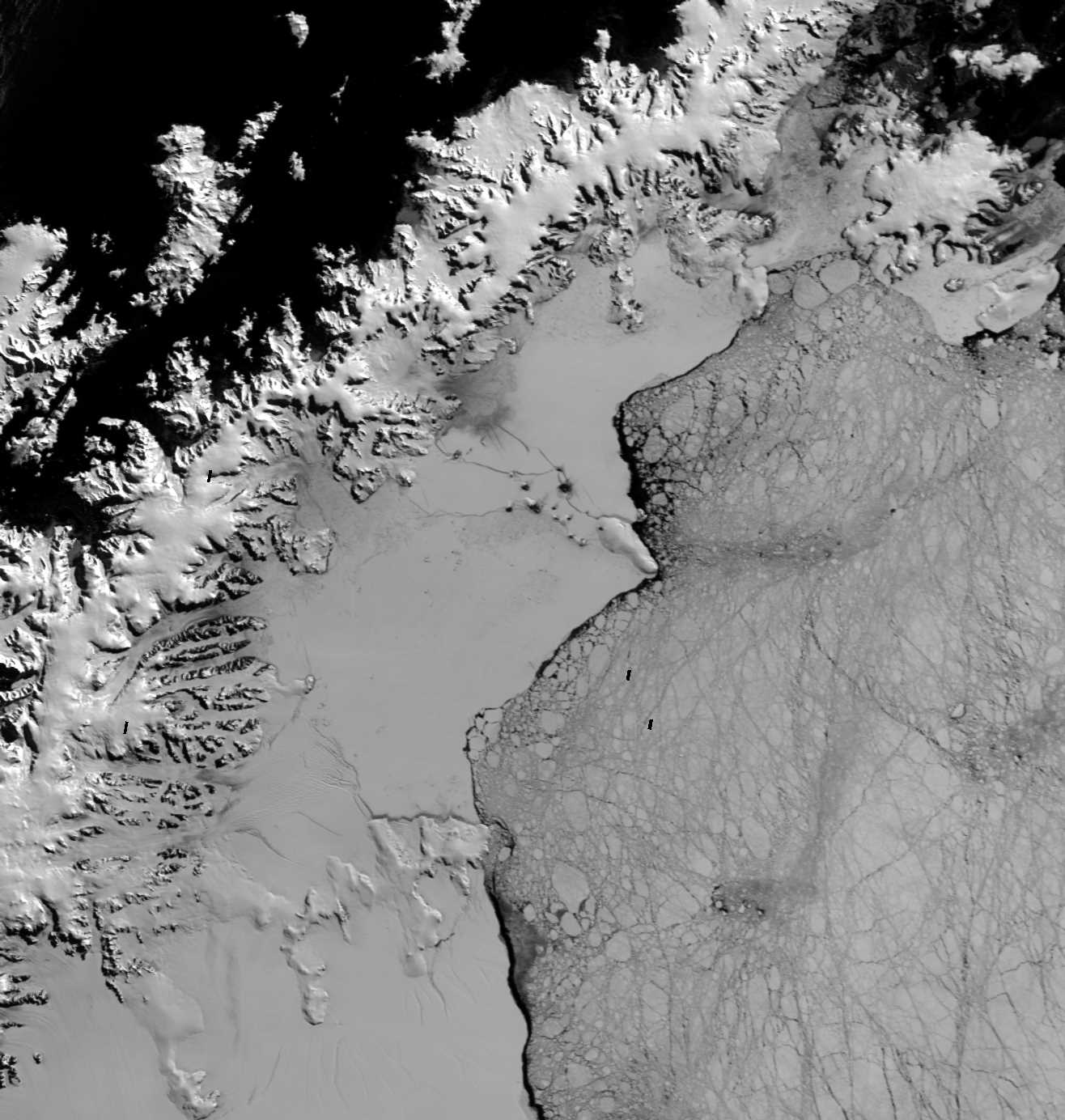
2013년 3월의 라르센 B 빙붕
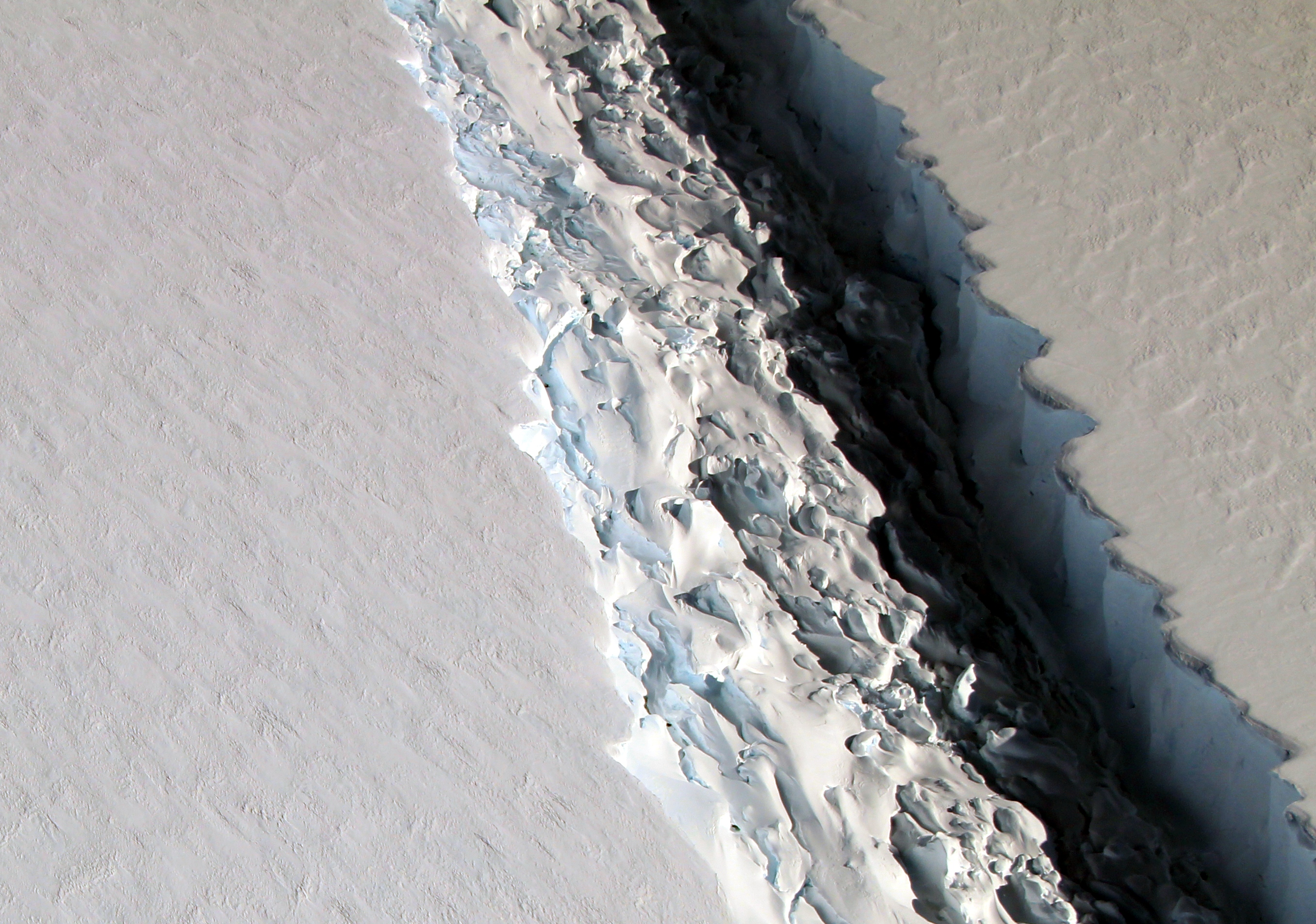
2016년 떨어져 나간 라르센 C 빙붕 조각 사진
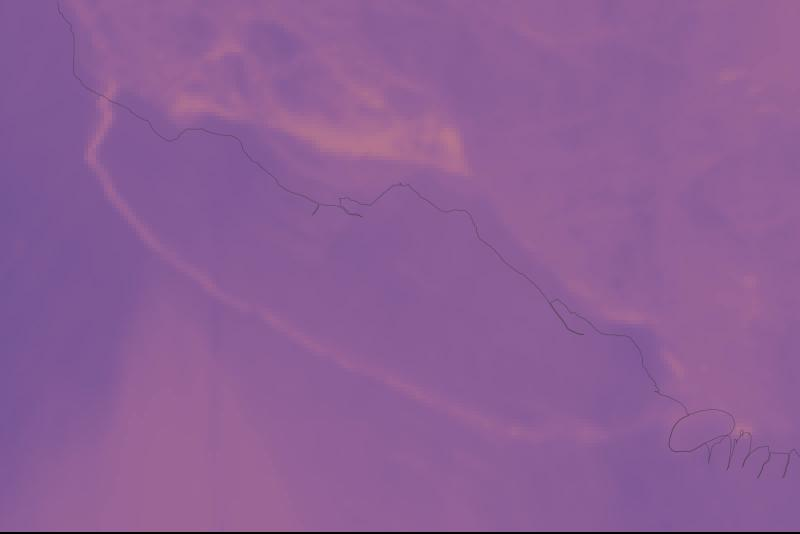
2017년 7월 12일, NASA 인공위성 아쿠아의 적정 해상도 이미지 분광 방사계(MODIS)가 촬영한 완전히 빙붕에서 떨어져 나간 해빙을 촬영한 사진
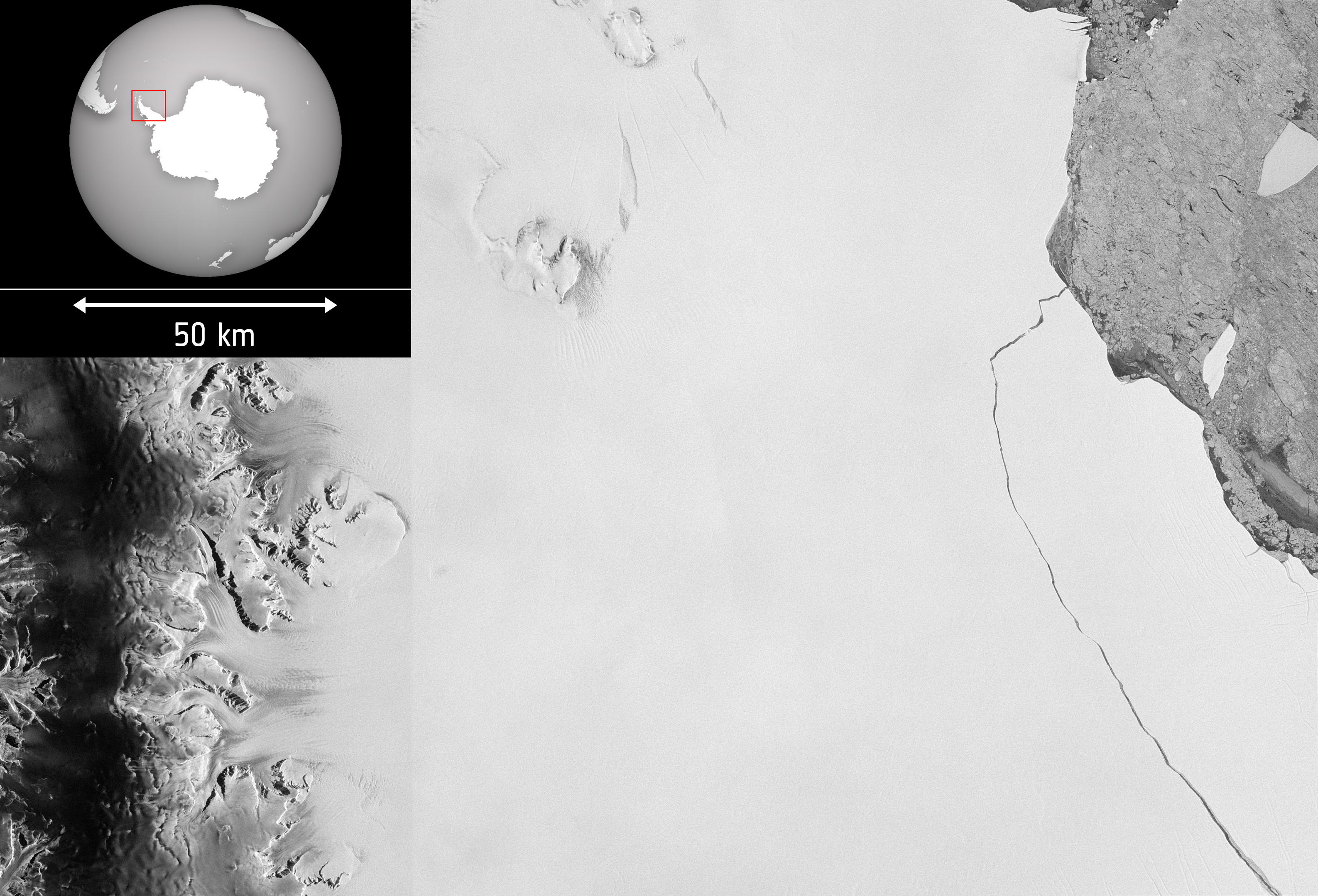
2017년 7월 12일 ESA의 인공위성 센티널-1B이 완전히 빙붕에서 떨어져 나간 해빙을 촬영한 레이다 사진

## 같이 보기
- 빙하의 후퇴
- 남극의 빙붕 목록
- 라르센 하구
- 해수면 상승